# Deltabreen
De Deltabreen is een gletsjer op het eiland Edgeøya, dat deel uitmaakt van de Noorse eilandengroep Spitsbergen.
De gletsjer is vernoemd naar de lagune met delta die zich aan het uiteinde van de gletsjer bevindt.

## Geografie
De gletsjer ligt op een schiereiland in het zuiden van het eiland. Hij is noordoost-zuidwest georiënteerd en heeft een lengte van ongeveer tien kilometer. Hij komt vanaf de Edgeøyjøkulen en mondt in het zuidwesten via een lagune uit in het fjord Tjuvfjorden.
Op ongeveer tien kilometer naar het noorden ligt de gletsjer Gandbreen, op ongeveer zeven kilometer naar het noordwesten de gletsjer Pettersenbreen en op ongeveer tien kilometer naar het noordoosten de gletsjer Kong Johans Bre.